# Anders Frisk
Anders Frisk (nacido el 18 de febrero de 1963), es un exárbitro de fútbol sueco, y en la actualidad está trabajando como agente de seguros. Frisk optó por retirarse anticipadamente del arbitraje debido a amenazas de muerte contra él y su familia.

## Carrera
Nacido en Gotemburgo en 1963, comenzó a arbitrar en 1978 y se hizo cargo de los partidos de la primera división sueca en 1989. Recibió la insignia FIFA en 1991, acreditándolo como árbitro internacional.
Su primer partido internacional fue en un Islandia-Turquía el 17 de julio de 1991. Dos años después, fue elegido para arbitrar en la Copa Mundial Sub-17 de Japón, arbitrando tres duelos de ese evento.
Fue elegido para arbitrar en la Eurocopa 1996, donde estuvo en el empate a tres goles entre las selecciones de Rusia y la República Checa en Anfield. Este fue el único duelo que Frisk estuvo como juez central.
Sus actuaciones le hicieron ser nominado para arbitrar la Copa Mundial de 1998, pero no pudo llegar debido a una lesión de espalda, aunque sí pudo estar presente en la final de la Copa Confederaciones 1999.
Lo más destacado de su carrera llegaría poco después cuando fue seleccionado para dirigir la final de la Eurocopa 2000 entre Italia y Francia, en Róterdam.
Tras la Eurocopa, Frisk fue elegido para ir al Mundial 2002, donde estuvo en los duelos Brasil-China y República de Irlanda-España. Anders estaba considerado para ser el árbitro de la final del Mundial, pero fue Pierluigi Collina el que finalmente fue el juez (según contó el propio Collina en su autobiografía). En 2004, Frisk se hizo cargo del choque Chelsea-Mónaco, por la vuelta de semifinales de la Liga de Campeones. También aparecería en la Eurocopa 2004, arbitrando cuatro partidos (dos en la fase de grupos; el Francia-Grecia en cuartos y el Portugal-Holanda en semis); además de ser el cuarto árbitro en la final, que ganaría Grecia.
En septiembre de 2004, Frisk tuvo que abandonar el partido que arbitraba entre la Roma y el Dinamo de Kiev en el Estadio Olímpico de Roma (en la fase de grupos de la Champions 2004-05) tras ser agredido por una moneda lanzada desde la grada. La UEFA tomó cartas en el asunto y otorgó el triunfo al Dinamo por 3-0, además de una sanción a la Roma de jugar los dos duelos restantes de la fase grupal a puerta cerrada.
El 12 de marzo de 2005 anuncia su retiro inmediato del arbitraje denunciando amenazas contra su familia tras un duelo de octavos entre Barcelona y Chelsea, partido en el que expulsó a Didier Drogba.
El 19 de diciembre del mismo año 2005 fue galardonado por la FIFA con el Premio Presidencial por su "reconocimiento por una carrera corta después de las amenazas de muerte contra su familia".
En total estuvo en 118 duelos como internacional en 18 años.
- Datos: Q490976